# Piotr Koczan
Piotr Koczan (ur. 26 lipca 1955, zm. 27 listopada 2017) – polski siatkarz, mistrz (1978) i reprezentant Polski, wicemistrz Europy (1983).

## Kariera sportowa
Był wychowankiem AZS Olsztyn, w którego barwach debiutował w ekstraklasie w sezonie 1977/1978. Z olsztyńskim klubem wywalczył mistrzostwo Polski w 1978, wicemistrzostwo Polski w 1980, brązowy medal mistrzostw Polski w 1982, 1983 i 1985 a także Puchar Polski w 1982.
W 1975 został brązowym medalistą mistrzostw Europy juniorów. W 1983 wystąpił w 59 spotkaniach reprezentacji Polski seniorów, m.in. zdobywając wicemistrzostwo Europy.
Po zakończeniu kariery zawodniczej był m.in. trenerem reprezentacji Polski w siatkówce plażowej (2002–2004) oraz II-ligowej żeńskiej drużyny Warmissu Olsztyn. Był także mistrzem świata weteranów (2002), a w 2005 zdobył brązowy medal mistrzostw świata weteranów.